# Diogeneion
El Diogeneion (en griego antiguo: Διογένειον) era un antiguo gimnasio o palestra en Atenas, Grecia. Estaba situada en algún lugar al este del Ágora romana en la zona del actual distrito de Plaka, cerca de la llamada Ágora arcaica de Atenas.
El Diogeneion fue construido durante el período helenístico en torno al año 229 a. C. Recibe su nombre en honor a Diógenes Evergetes, quien sirvió como comandante del ejército macedonio en la ciudad y abandonó la ciudad con sus tropas, “liberándola” así. Como resultado, los atenienses nombraron a Diógenes su benefactor, bautizaron el gimnasio con su nombre y establecieron el festival de las Diogeneas en su honor.
El Gimnasio fue uno de los más importantes, si no el más importante, de su tipo en Atenas, y jugó un papel central en la educación de los efebos. Puede considerarse una escuela de élite de su época, es decir, una escuela para los hijos de las familias más ricas y los futuros dirigentes de la ciudad. El edificio se conoce principalmente por fuentes escritas y grafitis encontrados cerca del presunto sitio. El Gimnasio servía como lugar para debates eruditos y conferencias sobre literatura, geometría, retórica y música. El edificio todavía estaba en uso durante la época romana. Sus componentes estructurales aparentemente fueron utilizados en la restauración del Partenón.
Se han encontrado inscripciones que hacen referencia a Diógenes, particularmente en el sitio de la posteriormente demolida iglesia bizantina de Ágios Dimítrios Katifóris, en lo que hoy es la calle Erechtheos. Sobre esta base, se ha sugerido que el Diogeneion estaba ubicado en algún lugar cercano. Fue probablemente parte del gimnasio de Ptolomeo, o el complejo ptolemaico; Según los eruditos modernos, probablemente pertenecía a la palestra y no al gimnasio en sí. Como palacio, probablemente tenía un patio con columnas en el medio. Además, el edificio contaba con salas donde los efebos escuchaban conferencias, así como una biblioteca. El edificio también contenía un altar o altares en los que se realizaban sacrificios durante la fiesta de las Diogeneas, así como hermas. Un herma bien conservado se encuentra en el Museo Arqueológico Nacional.